# Републикански път III-598
Републикански път IIІ-598 е третокласен път, част от Републиканската пътна мрежа на България, преминаващ изцяло по територията на област Хасково. Дължината му е 21,3 км.
Пътят се отклонява надясно при 888,2 км на Републикански път II-59 в центъра на град Ивайловград и се насочва на юг по източните склонове на източнородопския рид Сърта. След 6 км пресича долината на Атеренска река (десен приток на Арда) и достига до село Свирачи. От там отново продължава на юг, след разклона за село Одринци слиза в долината на Бяла река и по левият ѝ бряг достига до село Мандрица.
| Пътища, отклоняващи се надясно (населено място, № на пътя, посока на пътя) | Км   | Пътища, отклоняващи се наляво (посока на пътя, № на пътя, населено място) |
| -------------------------------------------------------------------------- | ---- | ------------------------------------------------------------------------- |
| Община Ивайловград, II-59, 88,2 км, гр. Ивайловград →                      | 0,0  | → гр. Ивайловград, 88,2 км, II-59, Община Ивайловград                     |
| гр. Ивайловград                                                            | 0,3  | → гр. Ивайловград, общински път (за с. Драбишна)                          |
| (за с. Орешино) общински път, с. Свирачи ←                                 | 8,5  | с. Свирачи                                                                |
|                                                                            | 10,7 | → общински път (за с. Белополяне)                                         |
|                                                                            | 16,8 | → общински път (за с. Одринци)                                            |
| (от 72,3 km на II-59) III-5908, 88,2 км, с. Мандрица →                     | 21,3 | с. Мандрица                                                               |